# Itaker
Itaka war in der deutschen Landsersprache des Zweiten Weltkrieges die Abkürzung für italienischer Kamerad. Erst in den 1960er und 1970er gelangte der Begriff in die Umgangssprache als gängige, tendenziell abwertende Bezeichnung für „die Italiener“ (vgl. Ethnophaulismus), wobei sich die Endung zu -er wandelte, was Itaker ergab.
Ausdrücke wie „Itaker“ kamen zuerst während des Ersten Weltkrieges in der österreichischen Armee auf, und zwar in Formen wie „Itak“ und „Idaker“. Er leitet sich dem Wortbildungsmuster nach analog zu „Polak“, „Slowak“ oder „Bosniak“ ab. Im Zweiten Weltkrieg wurde „Itaka“ wieder aufgenommen, zunächst als Bezeichnung für die italienischen Soldaten, später als Bezeichnung für Italiener, insbesondere italienische Gastarbeiter, im Allgemeinen.